# 524
524 (DXXIV) var ett skottår som började en måndag i den julianska kalendern.

Frankerriket såsom det delades mellan Klodvig I:s söner 511.

## Händelser

### Okänt datum
- 25 juni – I maktkampen i Frankerriket efter Klodvig I:s död låter Chlothar I (som är kung över Soissons; markerat med ljusblått på vidstående karta) mörda sin bror Chlodomer (som är kung över Orléans; markerat med rött på vidstående karta) och hans barn. Det blir dock den andre brodern Childebert I (som är kung över Paris; markerat med rosa på vidstående karta), som övertar Chlodomers del av riket.
- Det filosofiska verket Filosofins tröst (latin: Consolatio Philosophiae) nedtecknas av Boethius (troligen detta år).

## Födda
- 20 september – Kan B'alam I, kung av Palenque.
- Xiaojing av Östra Wei, kinesisk kejsare.

## Avlidna
- 25 juni – Chlodomer, frankisk kung av Orléans sedan 511